# Бусаров, Михаил Михайлович
Михаил Михайлович Бусаров (11 февраля 1900 года, село Петровское, Новопетровский район, Московская область — 18 сентября 1981 года, Москва) — советский военный деятель. Генерал-майор (27.01.1943).

## Начальная биография
Михаил Михайлович Бусаров родился 11 февраля 1900 года в селе Петровское Истринского района Московской области.

## Военная служба

### Гражданская война
В декабре 1918 года был призван в ряды РККА и направлен на учёбу в Сокольническую школу по подготовке инструкторов для резервных полков из рабочих, которая в 1919 году была преобразована сначала в 8-е Московские пехотные командные курсы, а затем в связи с передислокацией — в 7-е Чугуевские, 7-е Черниговские и 2-е Вольские пулемётные командные курсы.
С июня по сентябрь 1919 года курсантом 7-х Чугуевских пулемётных командных курсов воевал на Южном фронте против войск под командованием генерала А. И. Деникина в районах Чугуева и Харькова.
По окончании курсов в августе 1920 года Бусаров в составе дивизиона курсантов был направлен в Астрахань на формирование 1-й Восточной бригады курсантов, в которой служил на должностях командира взвода и роты. В феврале 1921 года принимал участие в установления советской власти в Грузии. Осенью 1921 года был назначен на должность командира роты 2-х Вольских пулемётных курсов комсостава РККА, которые в 1922 году были преобразованы в 19-е Царицынские пехотно-пулеметные командные курсы, в составе которых Бусаров в июне 1922 года был направлен на Туркестанский фронт в район крепости Кушка. Находясь на должности адъютанта Бухарской группы войск и начальника пулемётной команды 19-х Царицынских командных курсов, принимал участие в боевых действиях против басмачей в Бухаре.

### Межвоенное время
В марте 1923 года Бусаров из-за расформирования курсов был направлен в Ульяновскую нормальную пехотную школу, а в мае переведён в части особого назначения Приволжского военного округа и назначен на должность командира 341-й отдельной Балаковской роты ЧОН.
С октября 1924 года после расформирования частей особого назначения служил в органах ОГПУ — НКВД. Был назначен на должность помощника уполномоченного Самарского губернского отдела ОГПУ по Пугачёвскому уезду, в октябре 1925 года — на должность уполномоченного Евпаторийской отдельной пограничной комендатуры Крымской АССР, в октябре 1926 года — на должность уполномоченного ОГПУ Крыма по Джанкойскому и Бахчисарайскому районам Крымской АССР, в мае 1928 года — на должность уполномоченного Феодосийской отдельной пограничной комендатуры войск НКВД, а в ноябре — на должность помощника коменданта Керченской отдельной пограничной комендатуры.
В октябре 1930 года Бусаров был направлен на учёбу на курсы усовершенствования командного состава при Высшей пограничной школе НКВД, по окончании которых с сентября 1931 года исполнял должность коменданта в Закавказье, а с апреля 1932 года исполнял должность помощника начальника 42-го Джабраильского кавалерийского пограничного отряда.
В январе 1934 года был назначен на должность начальника 40-го Эриваньского пограничного отряда войск НКВД, а в январе 1938 года — на должность начальника 12-го Биговского пограничного отряда войск НКВД в Белоруссии. В сентябре 1939 года Бусаров принял участие в походе РККА в Западную Белоруссию, после чего был назначен на должность начальника 83-го пограничного отряда.
С февраля 1940 года исполнял должность заместителя начальника оперативного отдела штаба пограничных войск НКВД УССР.
В 1940 году закончил два курса заочного факультета Военной академии имени М. В. Фрунзе.

### Великая Отечественная война
В начале Великой Отечественной войны полковник Бусаров сформировал из частей пограничных войск заградительный отряд, который смог задержать наступление противника на Львов, обеспечив эвакуацию предприятий из города.
В июле 1941 года был назначен на должность начальника оперативного отдела и заместителя начальника штаба 30-й армии, участвовавшей в ходе Смоленского сражения, а также в Вяземской и Калининской оборонительных, Клинско-Солнечногорской и Ржевско-Вяземской наступательных операциях.
В мае 1942 года Бусаров был назначен на должность командира 158-й стрелковой дивизии, которая до августа оборонялась в районе Ржева, а затем принимала участие в ходе Ржевско-Вяземской наступательной операции и освобождении Ржева. В ноябре — декабре 1942 года в ходе наступления Бусаров умело организовал прорыв дивизией сильно укрепленной обороны противника, а затем дивизия освободила 15 населенных пунктов, за что Бусаров был награждён орденом Кутузова 2 степени и ему было присвоено воинское звание «генерал-майор».
В марте 1943 года был назначен на должность начальника штаба 3-й ударной армии, а в мае был направлен на учёбу на ускоренный курс при Высшей военной академии имени К. Е. Ворошилова, по окончании которого в апреле 1944 года был назначен на должность командира 97-го стрелкового корпуса, который вскоре принимал участие в Выборгской наступательной операции, в ходе которой прорвал оборону противника на Карельском перешейке, а затем во время наступления освободил Выборг, Таммусуо, Костиала с выходом к Сайманн-каналу у Лавага, за что был награждён орденом Суворова 2 степени. После капитуляции Финляндии 97-й стрелковый корпус с сентября 1944 года нёс охрану государственной границы на Карельском перешейке, где строил оборонительные рубежи, а также занимался боевой подготовкой. С 1 мая 1945 года начал передислокацию по железной дороге в район Приэкуле для участия в боевых действиях против курляндской группировки противника, но из-за капитуляции последней 8 мая участия в боях не принял.

### Послевоенная карьера
В июле 1946 года генерал-майор Бусаров был назначен на должность командира 123-го стрелкового корпуса.
В мае 1949 года был направлен на учёбу на высшие академические курсы при Высшей военной академии имени К. Е. Ворошилова, по окончании которых с июня 1950 года состоял в распоряжении 2-го Главного управления Генерального штаба, после чего находился в длительной специальной командировке, после возвращения из которой в ноябре 1953 года был назначен на должность командира 29-го стрелкового корпуса (Северо-Кавказский военный округ), а в марте 1955 года — на должность начальника Северо-Кавказского суворовского военного училища.
Генерал-майор Михаил Михайлович Бусаров в декабре 1955 года вышел в отставку. Умер 18 сентября 1981 года в Москве.

## Награды
- Орден Ленина (21.02.1945)
- Два ордена Красного Знамени (03.11.1944, 20.06.1949)
- Орден Суворова 2 степени (22.06.1944)
- Орден Кутузова 2 степени (30.01.1943)
- Медали.